# Hydrodynastes bicinctus
Hydrodynastes bicinctus là một loài rắn trong họ Rắn nước. Loài này được Herrmann mô tả khoa học đầu tiên năm 1804.